# Färgen
För andra betydelser, se Färgen (olika betydelser).

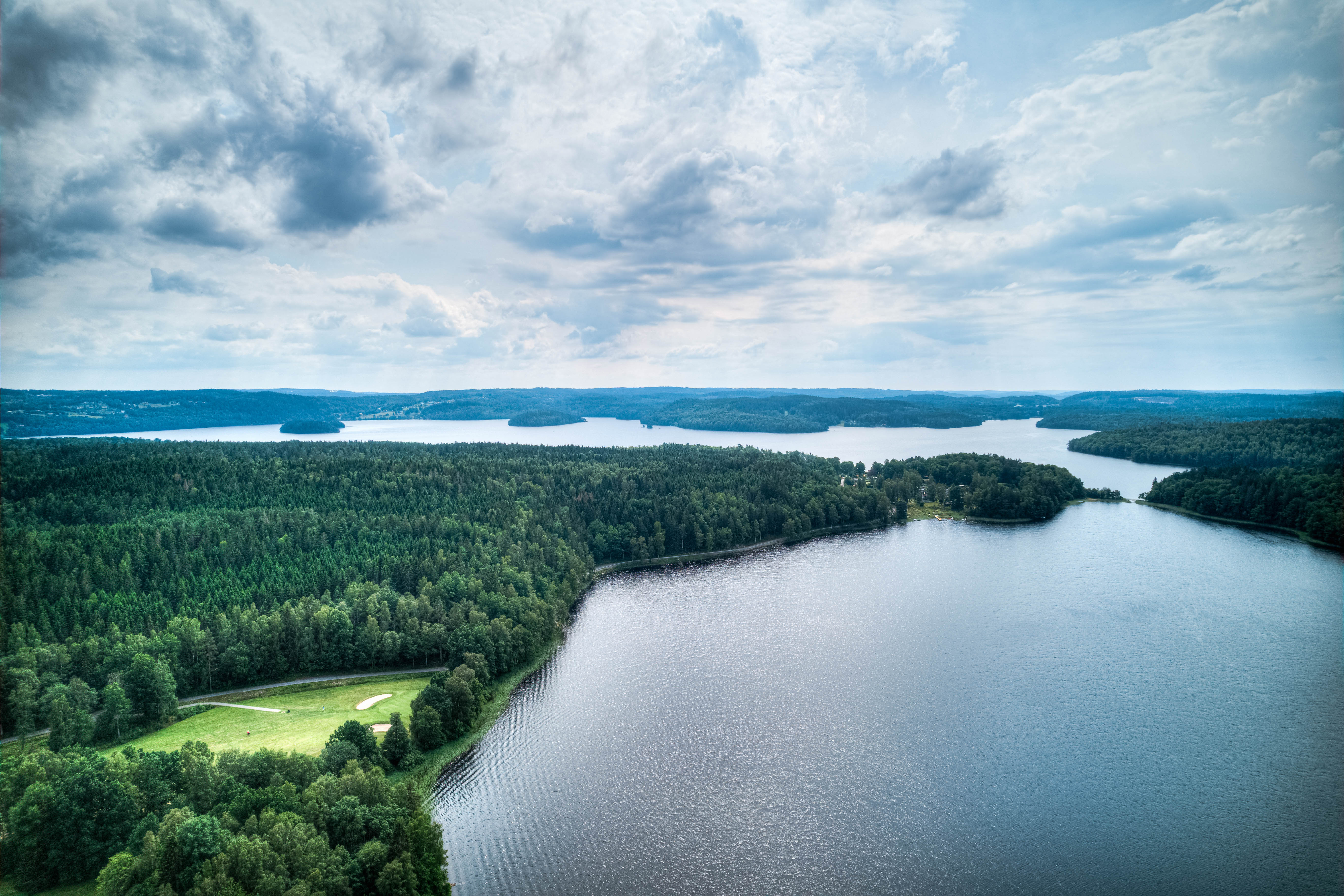
Lilla Färgen i förgrunden och Stora Färgen i bakgrunden

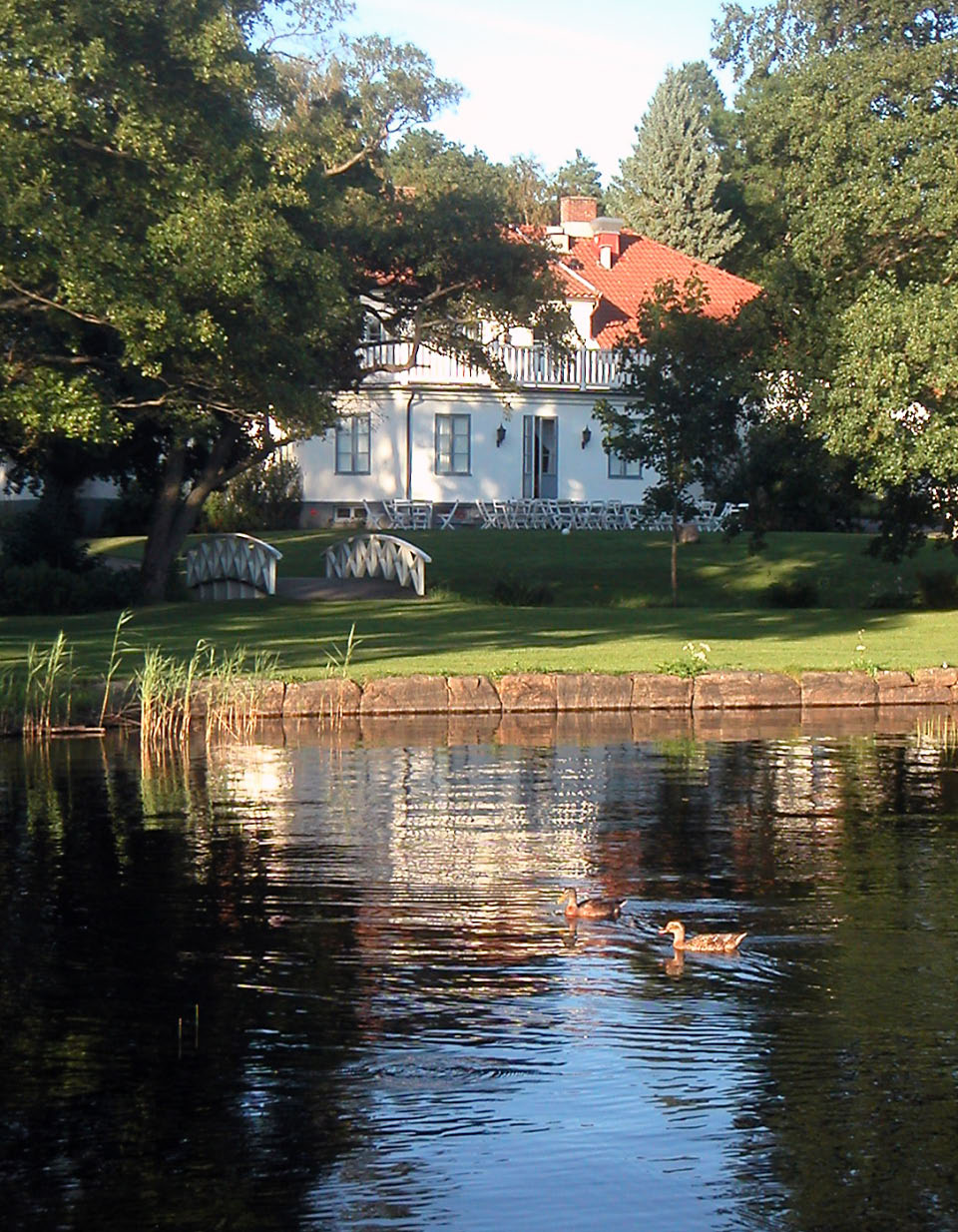
Herrgårdsbyggnaden vid Hjälmared folkhögskola sedd utifrån Lilla Färgen.

Färgen är namnet på två sjöar, Stora Färgen och Lilla Färgen, i Alingsås kommun, söder om Alingsås tätort. Sjöarna är förbundna med varandra med ett smalt sund. Fiskbeståndet i sjöarna omfattar abborre, braxen, gädda, lake, mört, ål och öring. Sjöarna utgör häckningsområde för storlom, fiskgjuse och häger. Färgens tillflöden utgörs av småbäckar och åar, bland annat från Lygnösjön och via Kvarndammen från Marydsån. Utflödet sker via Forsån, Gerdsken och Gerdska ström till Säveån. Vattennivån i sjöarna är reglerad med hjälp av dammbyggnader vid såväl tillflöde som utflöde.

## Stora Färgen
Stora Färgen är med cirka sex kvadratkilometer den avsevärt större av de två sjöarna. I sjön finns sex öar. Granön utgör ett naturreservat vars skogsbestånd till stor del fälldes av en storm 1969. Sedan dess har växtligheten på ön lämnats i det närmaste orörd och tydliga spår av stormen kan fortfarande skönjas. Hela ön sluttar upp mot sydost, där den stupar brant ner i sjön. Även Stora Slättön på cirka två hektar är ett naturreservat, och är sedan 1960 skyddad till förmån för fågellivet. Lilla Slättö som ligger intill är däremot ett populärt mål för kanotutflykter.
Vid sjöns sydöstra strand ligger Lygnared med kommunal badplats med sandstrand, samt campingplats.

## Lilla Färgen
Lilla Färgen ligger vid Hjälmared och täcker en yta av cirka 0,4 kvadratkilometer. Vid sjön ligger Alingsås vattenverk, och kommunens vatten hämtas från sjön. Vid sjöns östra strand ligger Hjälmared folkhögskola.
Det är möjligt att promenera runt lilla färgen på ömsom stig, ömsom väg. Promenaden är ca 4km lång.